# Krocínka
Krocínka je zaniklá usedlost v Praze 9-Vysočanech. Nacházela se na jižním svahu mezi Prosekem a Vysočany v ulici Na Krocínce.

## Historie
Vinice se na svahu mezi Vysočany a Prosekem rozprostírala již v 16. století, kdy patřila rodu staroměstských měšťanů Krocínů z Drahobejle. Václav Krocín mladší, syn Václava Krocína staršího, primase Starého Města v letech 1584-1605, vlastnil vinici Krocínku v letech 1594-1601 a již v té době užíval usedlost jako své letní sídlo.
Na pozemku usedlosti býval u kovových vrat mezi dvěma topoly starý kříž. Od něj vedla cesta ke dřevěným vratům, za kterými stála patrová usedlost s pokoji pro majitele v patře a bytem zahradníka v přízemí. Dům stál uprostřed zahrady upravené jako park s růžemi, stromy včetně ovocných, skleníkem a lesem.
Pozemky pod usedlostí byly od konce 19. století rozparcelovány a zastavěny. Kolem roku 1933 dům vyhořel a obnoven již nebyl. Připomínají jej názvy ulici Na Krocínce, Pod Krocínkou a Nad Krocínkou.